# Лачужские озёра и прилегающие лесные кварталы
Лачужские озёра и прилегающие лесные кварталы — государственный природный заказник областного значения. Создан на основании решения исполнительного комитета Московского областного совета народных депутатов от 24.12.1987 № 1699/38, его статус подтверждён постановлением Правительства Московской области от 24.01.2018 № 41/1 "Об утверждении Положения о государственном природном заказнике областного значения «Лачужные озера и прилегающие лесные кварталы». Заказник расположен в Московской области, городской округ Орехово-Зуево, 0,8 км от деревни Тепёрки. Площадь заказника — 1042,59 га.
В прошлом заказник назывался «Лачужные озера и прилегающие к ним леса Северного лесничества» и его площадь составляла 700 га.

## Границы
В заказник входят целиком лесные кварталы 50, 51, 53-59, 60-66, выделы 3, 4, 5, 7 квартала 74 и выделы 1, 2 квартала 75 Северного участкового лесничества Орехово-Зуевского лесничества. Границы государственного природного заказника «Лачужские озера и прилегающие лесные кварталы» теперь отражаются на кадастровой карте.

## Природные особенности
Территория заказника находится в северо-восточной окраине подмосковной части Мещёрской физико-географической провинции на левобережье Клязьмы. Кровля дочетвертичного фундамента местности представлена нижнемеловыми и верхнеюрскими песками. Перепад высот в границах заказника незначительный — абсолютные отметки изменяются от 129 м над уровнем моря (в днище ложбины на южной границе территории) до 137,5 м над уровнем моря (на вершине холма в восточной окраине территории). 
Заказник включает слабоволнистые моренно-водно-ледниковые равнины с невысокими плосковершинными холмами, ложбинами, западинами и котловинами, занятыми болотами разных типов и водоёмами.
Основные поверхности моренно-водно-ледниковой равнины сложены песчаными (мелко- и среднезернистыми) водно-ледниковыми отложениями, часто оторфованными. В разных частях заказника образованы невысокие (до 2-3 м) всхолмления.
В границах заказника образовались многочисленные заболоченные западины и котловины, некоторые из которых в северной части территории заняты водоёмами. Заболоченные котловины округлой или овальной формы имеют протяженность 150—500 м. По краям днищ котловин встречаются невысокие (до 1 м) линейные повышения по типу приозёрных валов. Ложбины стока территории заложены в направлении с юга на север и имеют ширину порядка 150—200 м, зачастую по ним проложены мелиоративные канавы. В границах заказника встречаются также иные антропогенные формы рельефа — траншеи и ямы глубиной до 1,5 м, отвалы высотой до 0,5 метра Для поверхностей болот и переувлажненных участков равнин характерен кочковатый нанорельеф с растительными кочками и приствольными повышениями высотой до 0,3—0,4 метров.

### Водоёмы
Территория заказника относится к бассейну реки Клязьмы. Гидрологический сток территории направлен на юг в реку Малую Дубну, левый приток Большой Дубны. В западной оконечности территории сток направлен в спрямленное русло реки Мысловки, которая при слиянии с Сафонихой образует к югу от заказника реку Большую Дубну. Верховья Сафонихи находятся в юго-западной части заказника. В северной и западной оконечностях территории гидрологический сток направлен в реку Киржач, левый приток Клязьмы. По многочисленным западинам и котловинам заказника образовались болота разных типов, по ложбинам — низинные болота. В границах заказника образовано три обводненных торфяных карьера с окружающими сплавинными болотами. Западный имеет длину около 300 метров, ширину — 250 метров. Северный — длину около 200 метров, ширину около 170 метров. Восточный: длину — 330 метра, ширину — 190 метров. Мелиоративные водотоки заказника имеют ширину 1,5-3 метров.

### Почва
Почвенный покров территории заказника в зависимости от положения в рельефе и увлажнения представлен преимущественно дерново-подзолами, дерново-подзолами глеевыми, подзолами и подзолами глеевыми на водно-ледниковых песчаных отложениях. В переувлажненных ложбинах и западинах встречаются торфяно-подзолы глеевые, перегнойно-глеевые и гумусово-глеевые почвы. На болотах распространены торфяные олиготрофные и торфяные эутрофные почвы.

### Флора
На территории заказника находятся сохранившиеся после обширных пожаров участки сосновых, березово-сосновых, елово-сосновых и еловых лесов, сырые и заболоченные березовые леса с участием кустарниковых ив (пепельной, трёхтычинковой) и ольхи чёрной, зарастающие сплавиной озера на месте торфяных карьеров, окруженные болотами. Леса на большей части территории заказника в настоящее время почти полностью выгорели. Вырубки с вейником наземным, орляком, иван-чаем, ястребинкой зонтичной и зарастающие подростом березы, осины, ивы козьей, сосны гари занимают около 90 процентов территории. На сухих участках разрастается белоус торчащий, кошачья лапка двудомная, вереск, ландыш.
Елово-сосновые и сосново-еловые старовозрастные (80-120 лет) леса отличаются заметным участием ели во втором ярусе и подросте, реже — в первом древесном ярусе. В этих лесах практически нет кустарников, кроме крушины ломкой, подрост представлен елью, реже — дубом и рябиной. В травяно-кустарничковом покрове обычны таёжные виды растений: черника, ожика волосистая, седмичник европейский, кислица обыкновенная, щитовник картузианский (игольчатый), ортилия однобокая. Местами растут брусника и гудайера ползучая (занесена в Красную книгу Московской области), орляк, вейник тростниковидный, марьянник луговой, вероника лекарственная, голокучник Линнея. На почве развит сплошной покров из зеленых мхов, в понижениях к ним прибавляются политриховые и сфагновые мхи.
В понижениях, ложбинах стока, на небольших лесных болотах среди елово-сосновых лесов, пересеченных сетью старых дренажных канав, нередки заболоченные березняки с ивой пепельной, местами — с ольхой чёрной, осиной влажнотравно-камышовые с таволгой вязолистной, вейником сероватым, осокой носиковой, тростником южным, паслёном сладко-горьким, хвощами луговым или речным, вербейником обыкновенным, куманикой, молинией голубой, фиалкой болотной, сфагновыми и долгими политриховыми мхами. 
Более молодые леса заказника — сосново-берёзовые и берёзово-сосновые кустарничковые, орляковые и орляково-вересково-брусничные зеленомошные с ландышем, марьянником луговым, вероникой лекарственной, майником двулистным, а также березняки крушиновые молиниевые. Лесокультуры сосны (40-50 лет) с черникой, брусникой, орляком, молинией голубой и вейником тростниковидным окружают некоторые озера — бывшие карьеры.
Широко распространены сырые и заболоченные берёзовые, березово-сосновые и берёзовые ивняковые тростниковые мелколесья с понижениями и грядами, занятыми более старовозрастными сосняками кустарничковыми 50-70 лет с молинией и орляком. Среди этих мелколесий, сформировавшихся на месте выемки торфов и пожаров, в понижениях имеются участки низинных осоковых, камышовых и тростниковых болот, крупные мочажины с белокрыльником, обильный подрост ольхи чёрной. По краю болот и старых обводненных карьеров встречаются долгомошные и сфагново-долгомошные средневозрастные и молодые разреженные сосняки с крушиной ломкой, ивой пепельной и ушастой, подростом сосны и березы, местами — с голубикой, черникой, брусникой и молинией. Среди ивовых кустов и сфагновых мхов по краю болот редко встречается пальчатокоренник Траунштейнера, занесенный в Красную книгу Российской Федерации и Красную книгу Московской области. Болота вокруг озёр — серовейниково-осоково-сфагновые с участками долгомошно-сфагновых с ивой ушастой, клюквой болотной, миртом болотным, подбелом многолистным, подростом сосны. На болотах встречается очеретник белый (редкий и уязвимый вид, не включенный в Красную книгу Московской области, но нуждающийся на территории области в постоянном контроле и наблюдении). Через болота проходят невысокие гряды с группами сосен, кустарничками (голубика, черника, брусника) и долгими мхами. Невыработанные окраинные части болота сохраняют облик верховых болот. Сплавины разной мощности образованы сфагновыми мхами и осоками (волосистоплодной, вздутой, топяной, чёрной, сероватой) и болотными кустарничками — клюквой болотной, миртом болотным, подбелом многолистным. Встречаются росянка круглолистная и пушица влагалищная. По берегам озёр в краевых частях сплавин обилен сабельник болотный, белокрыльник болотный и особенно — осока топяная. В самих озёрах растут ежеголовник всплывший, рдест плавающий, кувшинка белоснежная (редкий и уязвимый вид, не включенный в Красную книгу Московской области, но нуждающийся на территории области в постоянном контроле и наблюдении), пузырчатка обыкновенная.

### Фауна
Видовой состав фауны позвоночных животных заказника типичен для сосновых и смешанных лесов и зарастающих озёр и старых торфяных карьеров Московской Мещеры. В заказнике обитает ряд редких и охраняемых видов животных. На территории отмечено обитание 74 видов позвоночных животных, из них двух видов рыб, одного вида рептилий, 63 видов птиц и восьми видов млекопитающих.
На болотах заказника обитает комплекс редких и охраняемых видов насекомых: бабочки болотная сенница, торфяниковая желтушка и голубянка торфяниковая (виды, занесенные в Красную книгу Московской области), а также прямокрылые большая болотная кобылка (редкий и уязвимый вид, не включенный в Красную книгу Московской области, но нуждающийся на территории области в постоянном контроле и наблюдении). Из редких беспозвоночных встречается махаон (вид, занесенный в Красную книгу Московской области) и пластинокрыл обыкновенный (редкий и уязвимый вид, не включенный в Красную книгу Московской области, но нуждающийся на территории области в постоянном контроле и наблюдении).
В водоемах и водотоках заказника обитают следующие виды ихтиофауны: карась, ротан. Из пресмыкающихся для данных местообитаний типична обыкновенная гадюка (вид, занесенный в Красную книгу Московской области).
Основу фаунистического комплекса наземных позвоночных животных составляют виды, характерные для лесной зоны средней полосы европейской части России. В пределах заказника можно выделить четыре основных зоокомплекса (зооформации): лесную зооформацию; зооформацию открытых верховых и переходных болот; зооформацию водоемов; зооформацию лугово-кустарниковых местообитаний, представленных зарастающими гарями. Леса, не затронутые пожарами, представляют собой высокоствольные сосняки с елью, выходящей во второй, а местами и в первый ярус, с участками мелколиственных пород. Из млекопитающих здесь типичны обыкновенный крот, обыкновенная лисица, кабан, заяц-беляк, обыкновенная белка. Из млекопитающих для водной зооформации характерны американская норка, речной бобр и ондатра.
Из птиц — канюк, тетерев (редкий и уязвимый вид, не включенный в Красную книгу Московской области, но нуждающийся на территории области в постоянном контроле и наблюдении), обыкновенная кукушка, козодой (редкий и уязвимый вид, не включенный в Красную книгу Московской области, но нуждающийся на территории области в постоянном контроле и наблюдении), желна, большой пёстрый дятел, иволга, ворон, сойка, пеночка-весничка, пеночка-теньковка, пеночка-трещотка, зелёная пересмешка, славка-черноголовка, желтоголовый королёк, мухоловка-пеструшка, серая мухоловка, малая мухоловка, зарянка, чёрный дрозд, певчий дрозд, белобровик, длиннохвостая синица, пухляк, большая синица, обыкновенная лазоревка, поползень, зяблик, чиж, снегирь, обыкновенная горихвостка, деряба (редкий и уязвимый вид, не включенный в Красную книгу Московской области, но нуждающийся на территории области в постоянном контроле и наблюдении) и хохлатая синица (редкий и уязвимый вид, не включенный в Красную книгу Московской области, но нуждающийся на территории области в постоянном контроле и наблюдении). 
На переходных и верховых болотах из птиц в сезон размножения отмечаются серый журавль (вид, занесенный в Красную книгу Московской области), большой улит (вид, занесенный в Красную книгу Московской области), черныш, фифи (редкий и уязвимый вид, не включенный в Красную книгу Московской области, но нуждающийся на территории области в постоянном контроле и наблюдении), желтоголовая трясогузка (редкий и уязвимый вид, не включенный в Красную книгу Московской области, но нуждающийся на территории области в постоянном контроле и наблюдении), серый сорокопут (вид, занесенный в Красную книгу Российской Федерации и Красную книгу Московской области), камышёвка-барсучок, камышовая овсянка. Ранее отмечались травник (вид, занесенный в Красную книгу Московской области) и большой кроншнеп (вид, занесенный в Красную книгу Российской Федерации и Красную книгу Московской области). Биотопы, пригодные для их обитания, на территории заказника сохраняются.
Из орнитофауны в сезон гнездования регулярно отмечаются несколько пар гоголей, гнездится чомга; колониально гнездится сизая чайка, численность которой за последние годы сокращается (в настоящее время территориальными являются около 40-60 пар); единичными парами в колонии сизых чаек гнездится озёрная чайка, ранее поселявшаяся крупными колониями. Ранее здесь гнездились и встречались в летний период красношейная поганка (вид, занесенный в Красную книгу Московской области), черношейная поганка и речная крачка (редкие и уязвимые виды, не включенные в Красную книгу Московской области, но нуждающиеся на территории области в постоянном контроле и наблюдении), скопа (вид, занесенный в Красную книгу Российской Федерации и Красную книгу Московской области); отмечалась также колония малых чаек (вид, занесенный в Красную книгу Московской области). Однако эти виды в гнездовой период не регистрируются здесь последние десятилетия, единично встречаясь только на пролёте и в период миграций. В послегнездовой сезон отмечаются кряква, чирок-трескунок и болотный лунь.
Открытые луговые закустаренные местообитания на месте гарей и лесные опушки населяют лесной конёк, серая славка, садовая славка, серая ворона, луговой чекан, рябинник, обыкновенная овсянка; изредка отмечается ястребиная славка (вид, занесенный в Красную книгу Московской области).

## Запрещённые виды деятельности и природопользования
- Рубка леса, кроме санитарной и рубок ухода;
- выпас и прогон скота;
- изменение уровня воды в озёрах (мелиоративные работы, водозабор);
- строительство в заказнике, прокладка коммуникаций;
- съезд с дорог и стоянка транспорта вне установленных мест;
- устройство туристических стоянок, разведение костров;
- сбор растений[6].

## Разрешённые виды деятельности и природопользования
- Охота и рыбная ловля на общих основаниях;
- сбор грибов и ягод[6].